# 162e Infanteriedivisie (Wehrmacht)
De 162e Infanteriedivisie (Duits: 162. Infanterie-Division) was een Duitse infanteriedivisie tijdens de Tweede Wereldoorlog. De divisie werd kort ingezet in de veldtocht tegen Frankrijk. De belangrijkste inzet was tijdens de aanval op de Sovjet-Unie. Tegen het eind van 1941 had de divisie zulke zware verliezen geleden, dat de resterende onderdelen verdeeld werden over andere divisies. De staf werd ingezet in Duitsland om buitenlandse vrijwilligers te trainen.

## Geschiedenis

### Oprichting
De 162e Infanteriedivisie werd opgericht op 1 december 1939 op Oefenterrein Groß-Born in Wehrkreis II. De 162e Infanteriedivisie was een divisie van de 7e Aufstellungswelle. Deze Welle werd samengesteld eind 1939, toen de Wehrmacht zich voorbereidde op de Slag om Frankrijk. In deze 7e Welle-eenheden werden de antitankdetachementen ondersteund door een fietscompagnie. Ze waren bewapend met Duits materieel, in plaats van met het Tsjechoslowaakse materieel van de 5e en 6e Welle. Tegen 10 januari 1940 was de divisie op volledige sterkte nadat Feldersatz-Bataillone 12, 32 en 24 waren toegevoegd. 

### Veldtocht in het Westen
Bij het begin van de veldtocht in het westen, was de divisie OKH-reserve rond Darmstadt. Eind mei werd de divisie ingedeeld bij het 23e Legerkorps van het  16e Leger en zuidelijk van Luxemburg ingezet. In juni 1940 werd de divisie dan ingezet in Lotharingen. Al kort na het einde van de vijandelijkheden, vanaf begin juli 1940, keerde de divisie alweer terug naar Oost-Pruisen. Op 1 januari 1941 trat IV./Artillerie-Regiment 211 toe tot de divisie als IV./Artillerie-Regiment 236.

### Veldtocht tegen de Sovjet-Unie
Meteen vanaf 22 juni 1941 nam de divisie onder Operatie Barbarossa deel aan de aanval op de Sovjet-Unie. Als onderdeel van het 20e Legerkorps rukte de divisie op naar Bialystok. Eind juli werd de divisie legergroepreserve. Vervolgens werd in september de divisie toegevoegd aan het 27e Legerkorps bij Smolensk. Vervolgens vocht de divisie bij Vjazmua, Kalinin en Rzjev. Tegen deze tijd, 23 december 1941, werd IV./Artillerie-Regiment 236 weer opgeheven wegens zware verliezen. Verder werd van het Infanterieregiment 329 het II. bataljon omgedoopt in I./427, Staf en III. voegden zich bij Staf II. en III./430 van de 129e Infanteriedivisie. Het Artillerieregiment werd verdeeld over de Artillerieregimenten 120,186, 241, 251 en 253. In april 1942 was de divisiestaf nog onderdeel van de Gruppe Recke.
De staf en toegevoegde troepenonderdelen van de 162e Infanteriedivisie werden op 18 mei 1942 naar Stettin getransporteerd. Vervolgens werd de staf ingezet als trainingsstaf voor buitenlandse vrijwilligers, gelegerd in Oekraïne. Dit waren legioenen uit meest niet-Russische  (Kaukasische, Turkestaanse, Georgische, Armeense) ex-krijgsgevangenen. In januari 1943 verplaatste de eenheid zich naar Oefenterrein Neuhammer in Silezië.

### Einde
Op 21 mei 1943 werd de staf met zijn onderdelen ten slotte omgezet in 162e (Turk.) Infanteriedivisie. De afkorting Turk. stond voor Turkestan.

## Commandanten
| Rang                                                 | Naam           | Begin           | Eind            |
| ---------------------------------------------------- | -------------- | --------------- | --------------- |
| Generalmajor vanaf 1 april 1941 Generalleutnant z.V. | Hermann Franke | 1 december 1939 | 13 januari 1942 |
|                                                      | ??             | 13 januari 1942 | 21 mei 1943     |

Generalleutnant z.V. Franke moest zijn commando afgeven wegens ziekte.

## Bovenliggende bevelslagen
| Legerkorps                   | Leger     | Legergroep           | Plaats/regio           | Begin            | Eind             |
| ---------------------------- | --------- | -------------------- | ---------------------- | ---------------- | ---------------- |
| in oprichting Wehrkreis II   |           |                      | Groß-Born              | 1 december 1939  | mei 1940         |
| OKH-reserve                  |           |                      | Darmstadt              | mei 1940         | eind mei 1940    |
| 23e Legerkorps               | 16. Armee | Heeresgruppe A       | Luxemburg/Lotharingen  | eind mei 1940    | 3 juli 1940      |
| Höheres Kommando z.b.V. XXXV | 18. Armee | OKH                  | Generalgouvernement    | 20 juli 1940     | 16 augustus 194  |
| Höheres Kommando z.b.V. XXXV | 4. Armee  | Heeresgruppe B       | Generalgouvernement    | 16 augustus 1940 | mei 1941         |
| 20e Legerkorps               | 9. Armee  | Heeresgruppe B/Mitte | Oost-Pruisen/Bialystok | mei 1941         | juli 1941        |
| direct onder bevel           |           | Heeresgruppe B       | Smolensk               | juli 1941        | 3 september 1941 |
| 27e Legerkorps               | 9. Armee  | Heeresgruppe Mitte   | Vjazma/Rzjev           | 3 september 1941 | april 1942       |
| Gruppe Recke                 | 9. Armee  | Heeresgruppe Mitte   | Rzjev                  | april 1942       | april 1942       |

## Samenstelling
- Infanterie-Regiment 303
- Infanterie-Regiment 314
- Infanterie-Regiment 329
- Artillerie-Regiment 236 (vier Abteilungen)
- Panzerjäger-Abteilung 236 (antitankbataljon)
- Fahrrad-Schwadron 236 (fietscompagnie)
- Pionier-Bataillon 236 (geniebataljon)
- Feldersatz-Bataillon 236 (vervangingsbataljon)
- Nachrichtenabteilung 236 (verbindingsbataljon)
- Nachschubstruppen (bevoorradingstroepen)